# 羽曳野市立古市南小学校
羽曳野市立古市南小学校（はびきのしりつ ふるいちみなみ しょうがっこう）は、大阪府羽曳野市にある公立小学校。

## 沿革
- 1972年4月1日 - 羽曳野市立古市南小学校として開校。羽曳野市立古市小学校を仮校舎とする。
- 1972年4月11日 - 開校式を実施。
- 1973年4月3日 - 現在地に校舎竣工し、移転。
- 1993年 - 文部省から、道徳教育推進校の指定を受ける。

## 通学区域
- 羽曳野市 古市5～7丁目、古市（番地表示地域の一部）、大黒（一部）、西浦（番地表示地域の一部）。

卒業生は基本的に羽曳野市立誉田中学校に進学する。

## 交通
- 近鉄南大阪線・近鉄長野線 古市駅 南へ約800m。